# Juan Manuel Leyton
Juan Manuel Leyton Guerreiro (Cali, 2 de setembro de 1990) é um futebolista colombiano. Joga de goleiro e sua equipa actual é Independente Santa Fé da Categoria Primeira A colombiana.

## Clubes
| Clube                            | País     | Ano             |
| -------------------------------- | -------- | --------------- |
| Atlético Juventude Futebol Clube | Colômbia | 2009 - 2011     |
| Clube Independente Santa Fé      | Colômbia | 2011 - 2014     |
| Expresso Vermelho                | Colômbia | 2014            |
| Clube Independente Santa Fé      | Colômbia | 2015 - Presente |

## Palmarés

### Campeonatos nacionais
| Título                | Clube    | País     | Ano  |
| --------------------- | -------- | -------- | ---- |
| Torneio Abertura      | Santa Fé | Colômbia | 2012 |
| Superliga de Colômbia | Santa Fé | Colômbia | 2013 |
| Superliga de Colômbia | Santa Fé | Colômbia | 2015 |

Santa Fe
- Copa Sul-Americana: 2015